# 7-Methylguanosin

Eine tRNA^{Phe} aus S. cerevisiae.
7-Methylguanosin ist hier mit m^{7}G gekennzeichnet.

7-Methylguanosin (m7G) ist ein seltenes Nukleosid und kommt in der tRNA, rRNA und mRNA vor. Es besteht aus der β-D-Ribofuranose (Zucker) und dem 7-Methylguanin. Es ist ein Derivat des Guanosins, welches in 7-Stellung methyliert ist. Es spielt u. a. eine Rolle in der 5′-Cap-Struktur der mRNA.

## Vorkommen
Neben dem Vorkommen in tRNA und rRNA kommt 7-Methylguanosin in der 5′-Cap-Struktur von eukaryotischer mRNA vor.
Bei Verlassen des Transkriptionsapparates kommt die naszierende prä-mRNA in Kontakt mit der an die RNA-Polymerase II gebundenen Kappe (5′-Cap-Struktur). Zunächst wird vom 5′-Ende der prä-mRNA, welches ein Nukleotid enthält, ein γ-Phosphat abgespalten. Von einem Molekül GTP wird Guanosin unter Freisetzung eines Diphosphats an die prä-mRNA angeknüpft. Dies geschieht durch eine 5′-5′-Verknüpfung der Phosphatgruppe des Guanosins mit dem Diphosphat 5′-Ende der prä-mRNA. Es folgt die Methylierung des Guanosins in Position 7 unter Verbrauch von SAM. Die Kappe der RNA ist eine wichtige Struktur bei Eukaryoten, welche mRNA vor einem Abbau durch 5′-3′-RNAsen schützt und die Voraussetzung bildet, dass die RNA für den Export aus dem Zellkern durch den Cap-Binding-Komplex erkannt wird.

## Verwendung
7-Methylguanosin kann als Biomarker für einige Krebsarten verwendet werden.